# Скальная ящерица Браунера
Скальная ящерица Браунера, или Ящерица Браунера (лат. Darevskia brauneri) — вид ящериц из семейства настоящих ящериц. Эндемик горного Кавказа, на западе которого одновременно один из самых многочисленных видов ящериц. Яйцекладущий вид.
Названа в честь российского и советского зоолога Александра Александровича Браунера, собравшего часть экземпляров типовой серии.

## Описание
Длина тела без хвоста 4,9—7,1 см у самцов и 4,9—6,5 у самок. Длина хвоста 9—13 см.
Окраска верхней стороны тела самцов и самок зелёная, голубовато-зелёная, песочная или коричневато-серая. Зелёные тона более характерны для самцов. Нижняя сторона тела жёлтая, зеленовато-жёлтая или беловатая. Крайние брюшные щитки, особенно у самцов, несут на себе крупные светло-синие пятна. В период размножения бока нередко выглядят полностью синими.

## Распространение
Типовая территория: пос. Красная Поляна на юге Краснодарского края.
Обитает в западной части Большого Кавказского хребта, на северных, западных и юго-западных склонах черноморской цепи Большого хребта в Краснодарском крае, Абхазии и северо-западной и юго-западной Грузии, до ущелий рек Кодори и Ингури в нижней и верхней Сванетии на востоке. Наиболее северные находки вида известны из окрестностей Горячего Ключа на р. Псекупс и окрестностей г. Майкоп.

## Образ жизни
Предпочитает каменистые склоны ущелий, нагромождения глыб по берегам рек. Реже может встречаться на деревьях в лесах близ выходов скал или на обрывах берега моря. Может селиться рядом с человеком на стенах каменных построек, в развалинах, на оградах и обочинах горных дорог. Питаются различными насекомыми и пауками. На побережье поедают в основном бокоплавов.
Совершают сезонные миграции: осенью к местам зимовки, а весной к более влажным участкам. В течение суток перемещаются с поверхности скал, где они греются, к подножию, где охотятся в траве.
Спаривание начинается через 3—5 недель после выхода из зимовки. Тогда же у территориальных самцов происходят столкновения. В начале—середине июля самки откладывают 2—5 (крупные особи до 6) яиц. Через 55—60 дней из них на свет появляются молодые ящерицы длиной от 2,2 до 2,9 см.

## Классификация
В рамках рода Darevskia относится к кладе saxicola.
Включает два подвида:
- D. b. brauneri (Méhely, 1909) — распространён на северо-западе Предкавказья в Краснодарском крае.
- Мюссерская ящерица[3] (D. b. myusserica Doronin, 2011) — распространён в западном Закавказье в Абхазии (Пицундо-Мюссерский заповедник и Гагра)[2]. От номинативного подвида и других видов комплекса отличается крупным или очень крупным центрально-височным щитком; прерывистым рядом ресничных зёрнышек между верхнересничными и надглазничными щитками; наличием дополнительных щитков, лежащих по обе стороны от затылочного и межтеменного щитков, либо дроблением последнего; сетчатым рисунком на спине, нечётким у самок; доминированием у самок серого и светло-серого цвета в окраске спинной поверхности тела; белым горлом и брюхом[3].

Ящерица Щербака, ранее считавшаяся подвидом Скальной ящерицы Браунера, сейчас рассматривается как отдельный вид.